# オネフンガ・カウフシ
オネフンガ・カウフシ（Onehunga Kaufusi、1996年2月16日 - ）は、スーパーラグビーサンウルブズに所属するラグビーユニオン選手。

## プロフィール
- トンガ出身[1]。
- ポジションはナンバーエイト(No8)。
- 身長 195cm、体重 113kg
- トンガ代表キャップは5。（2020年2月現在）

## 略歴
パース・スピリット、ウェスタン・フォース、エクセター・チーフスを経て、2019年11月、サンウルブズの2020シーズンスコッドに選ばれた。